# 拉吉斯拉夫·什季佩克
拉吉斯拉夫·什季佩克（捷克語：Ladislav Štípek，1925年—1998年），捷克斯洛伐克男子乒乓球运动员。他曾获得5枚世界乒乓球锦标赛金牌、7枚银牌和7枚铜牌。